# Depce
Depce (en serbe cyrillique : Депце ; en albanais : Depca) est un village de Serbie situé dans la municipalité de Preševo, district de Pčinja. En 2002, il comptait 441 habitants, dont 423 Albanais (95,91 %).
En septembre 2011, l'assemblée des députés albanais de Preševo, Bujanovac et Medveđa a incité les Albanais de Serbie à boycotter le recensement prévu pour le mois d'octobre de cette année-là ; de ce fait, aucun chiffre de population n'a été communiqué pour les localités de la municipalité de Preševo.

## Démographie
| 1948 | 1953 | 1961 | 1971 | 1981 | 1991 | 2002 |
| ---- | ---- | ---- | ---- | ---- | ---- | ---- |
| 663  | 693  | 758  | 735  | 587  | 544  | 441  |

|  |